# Autódromo Nasif Estéfano
El Autódromo Nasif Estéfano fue un circuito de carreras ubicado en el Parque 9 de Julio de la ciudad de San Miguel de Tucumán, Tucumán, Argentina. En la actualidad el sitio del otrora circuito es una pista de ciclismo municipal.

## Historia
El autódromo comenzó a construirse en 1966 dentro del Parque 9 de Julio, lugar donde anteriormente se corrían carreras automovilísticas. Este fue inaugurado el 19 de julio de 1970 por el gobernador de facto Jorge Augusto Daniel Nanclares. Ese mismo día se realizaron las primeras carreras de Fórmula 1 Mecánica Argentina, donde resultó ganador Emilio Bertolini, y de Turismo Zonal en la pista.
Originalmente llevaba la denominación de Domingo Basail, quien fuera soldado del Ejército del Norte al mando de Manuel Belgrano durante la causa independentista. Pero en 1973 se le impuso el nombre de Nasif Estéfano, en honor al corredor tucumano fallecido el mismo año.
En el año 1976 el gobernador Antonio Domingo Bussi clausuró el autódromo con propósito de trasladarlo a El Cadillal, más el plan no se llevó a cabo. En los años 1988 y 1992 el circuito de carreras volvería a ser clausurado para definitivamente cerrarlo en 2005.
En los años siguientes a su clausura definitiva se utilizó para picadas de autos y se planteó renovarlo o trasladarlo a una nueva ubicación.En 2022 comenzó la construcción de una pista de ciclismo en el sitio del antiguo autódromo, siendo inaugurada el 17 de diciembre de 2022 por el intendente Germán Alfaro, la senadora Beatriz Luisa Ávila y funcionarios del municipio. La flamante pista de ciclismo cuenta con 1400 metros de extensión y 6 de ancho, junto a sanitarios, equipamiento urbano y deportivo y sistema de iluminación.

## Descripción
El circuito del autódromo poseía una extensión de 2720 metros y 14 metros de ancho y una tribuna con capacidad para 36000 personas sentadas o paradas en la recta principal de la pista. Además contaba con guardarais, boxes de mampostería con persianas metálicas, instalaciones sanitarias, iluminación, entre otros equipamientos.

## Ganadores

### Turismo Competición 2000
| Fecha                  | Ganador             | Marca            |
| ---------------------- | ------------------- | ---------------- |
| 22 de julio de 1990    | Guillermo Maldonado | Volkswagen Gacel |
| 30 de junio de 1991    | René Zanatta        | Ford Sierra      |
| 6 de diciembre de 1992 | René Zanatta        | Ford Sierra      |
| 31 de octubre de 1993  | Luis Belloso        | Renault Fuego    |

### Turismo Nacional
| Fecha                    | Clase A      | Clase B             | Clase C                       |
| ------------------------ | ------------ | ------------------- | ----------------------------- |
| 1 de noviembre de 1970   | Rubén Alonso | Norberto Castañon   | No se disputó esta clase      |
| 27 de mayo de 1972       | No Hubo      | Aldo Caldarella     | Oscar Espinosa "Cacho Fangio" |
| 30 de mayo de 1973       | No hubo      | Juan Carlos Rizzuto | Ángel di Nezio                |
| 25 de mayo de 1974       | No hubo      | Eduardo Márquez     | Oscar Rodríguez Marsili       |
| 14 de septiembre de 1975 | No hubo      | Luis Macri          | Néstor García Veiga           |
| 25 de mayo de 1976       | No hubo      | Luis Macri          | Ricardo Zunino                |
| 17 de octubre de 1999    | No hubo      | Néstor Percaz       | Marcelo Chediac               |

### Fórmula 1 Mecánica Argentina
| Fecha               | Ganador          | Marca           |
| ------------------- | ---------------- | --------------- |
| 19 de julio de 1970 | Emilio Bertolini | Berta-Tornado   |
| 1 de agosto de 1971 | Daniel Sancho    | Bravi-Chevrolet |
| 6 de agosto de 1972 | Ángel Monguzzi   | Pianetto-Dodge  |